# Расцепка
Расцепка је механички елемент који се користи да би се спречило аксијално померање осовине. Налик на женску укосницу, користи се тако што се провуче кроз рупу пробушену кроз осовину, а затим јој се крајеви раздвоје (отуда и име) и савију уназад, преко осовине. Користи се код осовина које имају мали број обртаја.